# Sebestyén Jenő (tanár, 1846–1897)
Sebestyén Jenő (Gyönk (Tolna megye), 1846. december 24. – Budapest, 1897. március 3.) jog- és államtudományi doktor, kereskedelmi akadémiai tanár. Sebestyén Gyula igazgató-írónak testvérbátyja.

## Élete
Gyönkön született, ahol apja a gimnázium rendes tanára volt; az elemi négy osztályt, valamint a gimnázium I. és II. osztályát atyai vezetés mellett otthon végezte. Ezután apja meghalt és ő anyjával és két fivérével Gyönkről elköltözött, úgyhogy a III. és IV. gimnáziumi osztályt Losoncon (1860-62.), az V.-et pedig Pesten az evangélikus gimnáziumban végezte; a VI., VII. és VIII. osztályokat a Prónay Gábor báró által Dezső fia kedvéért ideiglenesen fölállított magánintézetben Pesten töltötte és a megfelelő évi osztályvizsgálatokat mindenkor Pozsonyban az evangélikus líceumban tette le. Ugyanitt szerezte meg 1866-ban érettségi bizonyítványát is «eximio modo».
1866-től 1870-ig a jog- és államtudományokat hallgatta és a következő 1871-72. évben úgy a bírósági, mint az államtudományi államvizsgálatot letette. Ez idő alatt, valamint már megelőzőleg a IV. gimnáziumi osztálytól kezdve, úgyszólván megszakítás nélkül folyton magántanítással foglalkozott. 1872-ben mint fogalmazógyakornok a budai pénzügyigazgatóságnál nyert alkalmazást. Ez állás azonban nem felelt meg vágyainak, azért két hónap mulva önként lemondott és az ügyvédi pályára szándékozott lépni. 1873-75-ig Schreyer Jakab budapesti ügyvéd irodájában mint ügyvédjelölt gyakornokoskodott. 1875 tavaszán Prónay Gábor báró megbízta Gábor fiának jogi tanításával. Ettől kezdve 1879 közepéig a Prónay-családnál volt. 1877 elején a budapesti egyetemen a jog- és államtudományok doktorává avatták. Az 1877-78. és az 1878-79. tanévet a fiatal báróval a lipcsei és utóbb a müncheni egyetemen töltötte. Lipcsében különösen Roscher előadásait hallgatta.
1879 őszén az eperjesi kollégium pártfogósága az ottani jogakadémia rendes tanárává választotta. Négy évig tanította a nemzetgazdaságtant, pénzügytant, pénzügyi törvényismét, közigazgatási jogot és statisztikát. 1881-82-ben a jogakadémiának dékánja volt. 1883-ban pályázott a budapesti kereskedelmi akadémiánál megüresedett nemzetgazdasági és jogi tanszékre, melyet el is nyert. 1883. szeptembertől az intézet rendes tanára volt; tanította a kereskedelmi ismereteket, nemzetgazdaságtant és a kereskedelem történetét. 1891-ben az Országos Közoktatási Tanács külső bíráló tagjává nevezték ki és mint ilyen számos tankönyvbírálatot írt. A közoktatási tanács által a kereskedelmi szakoktatás ügyében kiküldött több bizottságban mint meghívott tag működött közre.
A Fővárosi Lapoknak 1867-től 1873-ig rendes munkatársa volt és különösen sok beszélyt fordított; a Nemzeti Nőnevelésben 1880. VII., VIII. füzeteiben A fényüzésről írt; az Alexander Bernát által szerkesztett Paedagogiában A nemzetgazdaság középiskolai tanításáról; a kereskedelmi akadémia Értesítőjében 1884-ben A nemzetközi kereskedelemről szóló értekezése jelent meg, 1892-ben pedig: Széchenyi István működése nemzetgazdasági szempontból.

## Munkái
- Kereskedelemisme. Bpest, 1886. (2. kiadás 1890., 3. k. 1894., 4. javított kiadás, sajtó alá rendezte Névy László Kereskedelem ismertető c. 1900., 5. jav. kiadás, átdolgozta és sajtó alá rendezte Erdélyi J. Jenő 1906. Uo.
- A kereskedelem története. A VI. ker. középkereskedelmi iskola I. osztálya számára; sokszorosította Rajháty Gy. Uo. 1888-89. (Kőnyomat a m. n. múzeumi könyvtárban.)

Szerkesztette az Eperjesi Lapokat 1880-ban két hónapig.